# Olga Volkova (actrice)
Pour les articles homonymes, voir Olga Volkova.
Olga Vladimirovna Volkova, née Politova (en russe : Ольга Владимировна Волкова), née le 15 avril 1939 à Léningrad en Union soviétique, est une actrice soviétique puis russe.

## Biographie
Olga Volkova naît à Léningrad en 1939; son grand-père, Ivan Volski est acteur. Elle est diplômée en 1960 de l'atelier du théâtre des jeunes spectateurs dans la classe de Leonid Makariev. Elle débute sur la scène en 1957 et au cinéma en 1962 dans Fiancés et Couteaux («Женихи и ножи»). En 1970-1976, elle joue sur la scène du théâtre de comédie de Léningrad, et ensuite elle joua au théâtre Tovstonogov jusqu'en 1996. Elle est distinguée comme artiste du peuple de Russie en 1993.
En 1997, elle déménage à Moscou où elle est invitée par différents théâtres. En 2007 on la voit dans le sitcom où elle joue le rôle d'Antonina. En 2012, elle présente l'émission de Perviy Kanal Entre nous, les filles. En 2013, elle publie son autobiographie intitulée Carrefours du destin: sur la maison sur mon théâtre.
De son premier mari, l'acteur Leonid Volkov, elle a une fille, Ekaterina. Elle a vécu ensuite avec l'acteur Nikolaï Volkov, dont elle a un fils, Ivan Volkov. Elle épouse en secondes noces Vladimir Khovraliov (1931-2015), artiste du grand théâtre de marionnettes de Saint-Pétersbourg.

## Filmographie
- 1979 : La Chauve-Souris de Yan Frid : Lotte
- 1982 : Une gare pour deux de Eldar Riazanov
- 1984 : Romance cruelle de Eldar Riazanov
- 1984 : TASS est autorisé à déclarer… de Vladimir Fokine
- 1987 : Mélodie oubliée pour une flûte de Eldar Riazanov
- 1988 : Tuer le dragon de Mark Zakharov
- 1991 : Promesse du ciel de Eldar Riazanov
- 1991 : Le Cercle des intimes de Andreï Kontchalovski
- 2003 : Skaz pro Fedota-streltsa (ru) de Sergueï Ovtcharov (ru)
- 2007-2013 : Papiny Dochki
- 2012 : Les Mamans de Sarik Andreassian
- 2013 : Sherlock Holmes de Andreï Kavoune

## Récompenses et nominations

### Récompenses
- 1993 : Artiste du peuple de la fédération de Russie[4]